# Kamjanske (Berehowe)
Kamjanske (ukrainisch Кам'янське; russisch Каменское Kamenskoje, slowakisch Kivjažď, ungarisch Beregkövesd) ist ein Dorf und administratives Zentrum der gleichnamigen Landgemeinde in der ukrainischen Oblast Transkarpatien.
Das 1412 gegründete Dorf liegt im Rajon Berehowe 11 km südwestlich des ehemaligen Rajonzentrum Irschawa an der Fernstraße N 09 und am Beginn der Territorialstraße T–07–17.
1945 bekam der Ort den ukrainischen Namen Kywjaschd (Кив'яжд) und wurde am 25. Juni 1946 auf seinen aktuellen Namen umbenannt.
Am 12. Juni 2020 wurde das Dorf zusammen mit 7 umliegenden Dörfern zum Zentrum der neu gegründeten Landgemeinde Kamjanske (Кам'янська сільська громада/Kamjanska silska hromada) im Rajon Berehowe. Bis dahin bildete es zusammen mit den Dörfern Boharewyzja, Chmilnyk und Wolowyzja die Landratsgemeinde Kamjanske (Кам'янська сільська рада/Kamjanska silska rada) im Rajon Irschawa.
Folgende Orte sind neben dem Hauptort Kamjanske Teil der Gemeinde:
| Name                     | Name       | Name                    | Name                   | Name          | Name    |
| ukrainisch transkribiert | ukrainisch | russisch                | slowakisch             | ungarisch     | deutsch |
| ------------------------ | ---------- | ----------------------- | ---------------------- | ------------- | ------- |
| Ardanowo                 | Арданово   | Арданово                | Ardanovo               | Árdánháza     | -       |
| Boharewyzja              | Богаревиця | Богаревица (Bogarewiza) | Bogarevice, Bogerevica | Falucska      | -       |
| Chmilnyk                 | Хмільник   | Хмельник (Chmelnyk)     | Chmelník, Komluš       | Komlós        | -       |
| Dunkowyzja               | Дунковиця  | Дунковица (Dunkowiza)   | Dunkovice, Dunkovica   | Nyíresújfalu  | -       |
| Midjanyzja               | Мідяниця   | Медяница (Medjaniza)    | Medenice, Miďanica     | Medence       | -       |
| Silze                    | Сільце     | Сельцо (Selzo)          | Seľce, Siľce           | Beregkisfalud | -       |
| Wolowyzja                | Воловиця   | Воловица (Wolowiza)     | Volovice, Volovica     | Beregpálfalva | -       |

Im Dorf kam 1895 der erste Regierungschef der unabhängigen Karpato-Ukraine, Andrij Brodij zur Welt.